# Peter Levi
Peter Chad Tigar Levi (Ruislip, 16 maggio 1931 – Frampton on Severn, 1º febbraio 2000) è stato uno scrittore, archeologo, poeta, gesuita (fino al 1977), professore universitario a Oxford, viaggiatore, critico letterario, traduttore, poligrafo inglese.

## Biografia
Peter Levi nacque a Ruislip (Middlesex) da genitori di differenti religione e origine geografica. Il padre (Herbert Simon Levi) apparteneva a una famiglia di religione israelita originaria di Istanbul, mentre la madre (Edith Mary Tigar) era una cattolica praticante originaria della Spagna. La religiosità della madre pose la religione cattolica al centro della vita famigliare: il marito si convertì alla religione della moglie, e i loro tre figli entrarono tutti in ordini religiosi cattolici.
Levi ricevette l'istruzione primaria in una scuola privata cattolica, retta dai Fratelli delle Scuole Cristiane, a Prior Park, una località posta nelle vicinanze di Bath. All'età di 14 anni, influenzato dal giudizio di Oscar Wilde secondo cui il testo in lingua greca dei Vangeli era meraviglioso, decise iscriversi in una scuola in cui si studiasse il greco; venne iscritto pertanto nel collegio gesuita di Beaumont, una località nei pressi di Windsor. All'età di 17 anni entrò nella Compagnia di Gesù dapprima come novizio a Beaumont, venendo ordinato sacerdote nel 1964. L'ordinazione sacerdotale tuttavia avvenne con un anno di ritardo rispetto al curriculo scolastico: Levi la procrastinò, per dissipare dubbi sulla sua vocazione religiosa, decidendo di trascorrere un anno, il 1963, lontano dal seminario. In questo periodo effettuò il suo primo viaggio in Grecia; più tardi, nel 1970, compì lungo viaggio attraverso l'Afghanistan in compagnia di Bruce Chatwin alla ricerca di tracce dei regni greci fondati tra il III e il II secolo a.C..
Levi insegnò all''Heythrop College, il seminario cattolico dell'università di Londra; più tardi fu lettore di Letteratura classica alla Campion Hall dell'università di Oxford. Per tutta la vita Peter Levi portò i segni di due eventi avvenuti in età giovanile: la poliomielite, da cui venne colpito durante l'adolescenza, e un grave incidente stradale.
Una crisi esistenziale lo spinse a lasciare il sacerdozio nel 1977; quell'anno sposò Deirdre, vedova di Cyril Connolly, e fece da padre ai quattro figli dello scrittore. Per un anno si guadagnò da vivere come pubblicista, scrivendo articoli divulgativi di archeologia per The Times. Nel 1984 ottenne la cattedra di Poesia all'università di Oxford. Nel 1988 Levi riferì di aver scoperto una poesia di William Shakespeare in un manoscritto conservato alla Huntington Library di San Marino (California). L'attribuzione non è stata tuttavia accettata dalla maggior parte degli studiosi.

## Scritti

### Poesia
- The Gravel Ponds, London: Andre Deutsch, 1960
- Water, Rock and Sand, London: Andre Deutsch, 1962
- The Shearwaters in Longer Contemporary Poems, Richmond: Harlequin, 1965
- Fresh water, sea water, London: Black Raven Press, 1966
- Ruined abbeys, Northwood: Anvil Press, 1968
- Pancakes for the Queen of Babylon, Northwood: Anvil Press, 1968
- Ο τόνος της φωνής του Σεφέρη (Mr. Seferis' Tone of Voice), 1970
- Death is a pulpit, London: Anvil Press, 1971 ISBN 0-900977-69-8
- Life is a platform, London: Anvil Press, 1971 ISBN 0-900977-66-3
- Poesie in Penguin Modern Poets vol 22, Harmondsworth: Penguin, 1973
- Collected poems, 1955-1975, London: Anvil Press, 1976 ISBN 0-85646-022-2
- The noise made by poems, London: Anvil Press, 1977 ISBN 0-85646-026-5
- Five ages, London: Anvil Press, 1978 ISBN 0-85646-036-2
- Comfort at fifty for my brother, pamphlet, 1979
- Music of dark tones, Marlborough: Paulinus Press, 1980
- Private ground, London: Anvil Press, 1981 ISBN 0-85646-080-X
- The echoing green: three elegies, London: Anvil Press, 1983 ISBN 0-85646-111-3
- Shakespeare's birthday, London: Anvil Press, 1985 ISBN 0-85646-142-3
- Shadow and bone: poems 1981-1988, London: Anvil Press, 1989 ISBN 0-85646-211-X
- The rags of time, London: Anvil Press, 1994 ISBN 0-85646-258-6
- Reed music, London: Anvil Press, 1997 ISBN 0-85646-279-9
- Viriditas, London: Anvil Press, 2001 ISBN 0-85646-331-0

### Autobiografia e viaggi
- The flutes of autumn, London: Harvill Press, 1983, ISBN 0002162466 ISBN 9780002162463
- The Hill of Kronos, London: Collins, 1980 ISBN 0-00-216162-1
- The Light Garden of the Angel King: Journeys in Afghanistan, Harmondsworth: Penguin, 1984 ISBN 0-14-009525-X
- A Bottle in the Shade: a Journey in the Western Peloponnese, London: Sinclair-Stevenson, 1996 ISBN 1-85619-588-0

### Saggi sulla Grecia e il mondo antico
- Atlas of the Greek world, Oxford: Phaidon, 1980 ISBN 0-7148-2044-X.
- The Greek world, London: Aurum, 1981 (con Eliot Porter) ISBN 0-906053-24-2
- A history of Greek literature, Harmonsworth: Viking (Penguin), 1985 ISBN 0-670-80100-3.
- Prefazione a Harry Brewster, The River Gods of Greece: Myths and Mountain Waters in the Hellenic World, London: I.B. Tauris, 1997 ISBN 1-86064-207-1

### Traduzioni in lingua inglese
- Evgenij Aleksandrovič Evtušenko, Poemi scelti dall'autore, trad. Peter Levi e Robin Milner-Gulland, Poems: chosen by the author, London: Collins and Harvill, 1966
- Pausania il Periegeta, Periegesi della Grecia, trad. Peter Levi, Guide to Greece, Harmondsworth: Penguin, 1971 ISBN 0-14-044226-X
- Salmi, trad. Peter Levi, The psalms, Harmondsworth: Penguin, 1976 ISBN 0-14-044319-3
- George Pavlopoulos, trad. Peter Levi, The cellar, London: Anvil Press, 1977 ISBN 0-85646-027-3
- Alexandros Papadiamantis, Νύχτα βασάνου, trad. Peter Levi, The murderess, London: Writers and Readers, 1983 ISBN 0-904613-94-1 (anche London: Loizou, 1983 ISBN 0-9521246-0-2)
- "Canti di Kraljević Marco (Canti del popolo Slavo)", trad. Anne Pennington e Peter Levi, Marko the Prince: Serbo-Croat heroic songs, London: Duckworth, 1984 ISBN 0-7156-1715-X.
- Vangelo secondo Giovanni, trad. Peter Levi, The Holy Gospel of John, Worthing: Churchman, 1985 ISBN 1-85093-027-9
- Martine de Courcel, Tolstoi. L'impossible coïncidence, trad. Peter Levi, Tolstoy: the ultimate reconciliation, New York: C. Scribner's Sons, 1988 ISBN 0-684-18569-5
- Apocalisse di Giovanni, trad. Peter Levi, The Revelation of John, London: Kyle Cathie, 1992 ISBN 1-85626-052-6

### Testi religiosi
- The English Bible, 1534-1859, London: Constable, 1974 ISBN 0-09-459600-X
- The Penguin book of English Christian verse (a cura di), Harmondsworth: Penguin, 1984 ISBN 0-14-042292-7
- The frontiers of paradise: a study of monks and monasteries, London: Collins Harvill, 1987 ISBN 0-00-272513-4

### Saggi critici
- John Clare and Thomas Hardy, University of London: The Athlone Press, 1975 ISBN 0-485-16210-5
- In memory of David Jones: a sermon, in The Tablet, 1975
- Eileen O'Connell, trad. Eilos Dillon, The Lamentation of the Dead con "The Lament For Arthur O'Leary", 1984 ISBN 0-85646-140-7
- Hopkins a'i Dduw, (Hopkins and his God), North Wales Arts Association, 1990 ISSN 0260-6720
- The art of poetry: the Oxford lectures, 1984-1989, New Haven: Yale University Press, 1991 ISBN 0-300-04847-5

### Narrativa
- The head in the soup, London: Constable, 1979 ISBN 0-09-462850-5.
- Grave witness, London: Quartet, 1985 ISBN 0-7043-2497-0.
- Knit one, drop one, London: Quartet, 1986 ISBN 0-7043-2592-6.
- To the goat, Hutchinson, 1988 ISBN 0-09-173627-7.
- Cyril Connolly, Shade those laurels, terminata da Peter Levi, London: Bellew, 1990 ISBN 0-947792-37-6.

### Edizioni in lingua italiana
- Peter Levi, Riccardo Giglielmino, Mario Attilio Levi, Giovanni Giorgini, La Grecia e il mondo ellenistico, Milano, Arnoldo Mondadori Editore, 2004
- Peter Levi, Atlante del mondo greco, edizione italiana a cura di Martino Menghi, Novara, De Agostini, 1987
- Peter Levi, Il giardino luminoso del re angelo: un viaggio in Afghanistan con Bruce Chatwin, prefazione di Tiziano Terzani, con uno scritto di Maurizio Tosi, traduzione di Marco Bosonetto, Torino, Einaudi, 2002[6]
- Peter Levi e Cyril Connolly, Mistero al Club, traduzione di Amedeo Poggi, Milano, Rosellina Archinto Editore, 1994